# San Bos
San Bos (3 april 1965) is een Nederlands schrijfster van korte verhalen.

## Loopbaan
San Bos-Klooster groeide op in een katholiek gezin in Haarlem. Een deel van haar jeugd bracht ze door op het binnenvaartschip Amstel VIII. Haar vader was scheepstimmerman en had zijn werkplaats in het ruim. Haar moeder kwam uit Antwerpen, waardoor ze nog altijd een binding heeft met Vlaanderen en haar familie daar. Als jongste van vier kinderen vond ze het fijn dat er niet zo op haar gelet werd en ze in haar eigen fantasiewereld kon op gaan. Barbie, Ken en Skipper waren haar eerste personages. In de zesde klas van de Montessorischool De Wilgenhoek schreef en regisseerde zij het afscheidstoneelstuk.